# Fiat G.55 Centauro
Fiat G.55 Centauro (Kentaur) var ett italienskt ensitsigt jaktflygplan från andra världskriget med slagkraftig beväpning och stomme helt av metall. Typen producerades enbart i några hundra exemplar men gjorde bra ifrån sig mot de allierades flygstyrkor.

## Historia

### Fiat G.55
Fiat G.55 utvecklades under tidigt 1940-tal från tidigare experiment och vidareutvecklingar av Fiat G.50 Freccia försedda med radmotor av tysk Daimler-Benz typ och senare den italienska Fiat A.38-radmotorn som var under utveckling. Italien hade problem att utveckla egna radmotorer, varvid Italien lyckade erhålla licens för den tyska motorn Daimler-Benz DB 605 från Nazityskland (samma som satt i Messerschmitt Bf 109 av senare modell), vilket blev en licensproducerad DB 605A-1 under benämningen Fiat RA.1050 R.C.58 Tifone. Den nya motorn löste Italiens motorproblem och den italienska krigsmakten kallade för en ny serie moderna jaktflygplan, kallade "serie 5-jägarna" (italienska: caccia "serie 5") efter motorns sista siffra. Dessa blev Macchi C.205 Veltro, Fiat G.55 Centauro och Reggiane Re.2005 Sagittario.
Fiat G.55 flög för första gången den 30 april 1942, en dryg vecka efter Macchis C.205 Veltro (första flygning 19 april) och några veckor innan Reggianes Re.2005 Saggitario (första flygning 9 maj).
Produktion påbörjades men enbart 31 plan hann levereras till kungliga italienska flygvapnet (Regia Aeronautica) innan Mussolinis avsättning och Italiens kapitulation inför de allierade 1943. Efter upprättandet av Salòrepubliken återtogs senare produktionen för det Salòrepublikanska flygvapnet (Aeronautica Nazionale Repubblicana) och när kriget tog slut hade ytterligare 274 plan färdigställts med 37 stycken under produktion. 

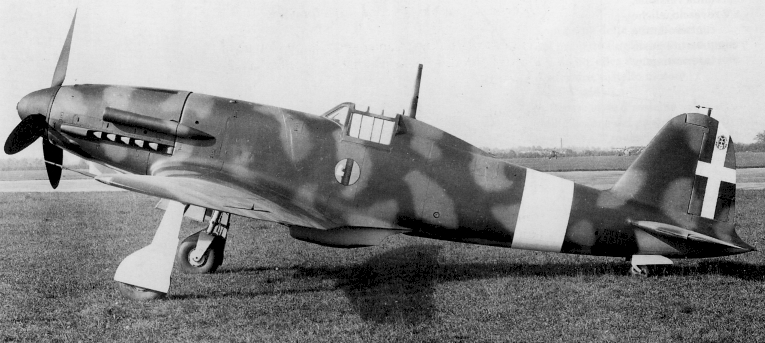
G.55/0 märkt i kungliga italienska flygvapnets färger.
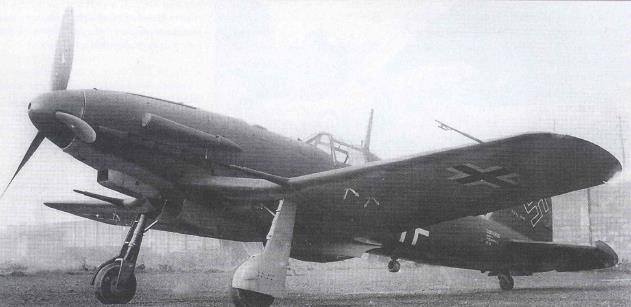
G.55/I i tidig Salòrepublikansk (tysk) märkning.
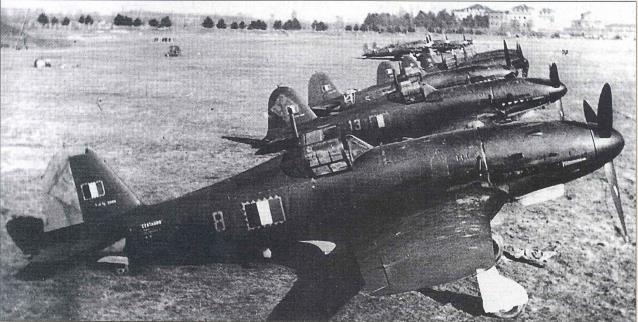
Uppställda G.55:or i senare Salòrepublikansk märkning.

### Fiat G.56
Ur G.55 togs en vidareutvecklad variant, G.56, fram, anpassad för att kunna hysa den större kraftfullare motorn Daimler-Benz DB 603A-1 vilken producerade 1,750 häftkrafter, en ökning om 275 hästar från G.55, resulterande i en ny maxhastighet om 685 km/t.
En prototyp byggdes (s/n MM.536), vilken snabbt namnade i tyska händer efter den tyska invasionen av norra Italien som följd av Italiens utträde ur kriget i september 1943. Jungfrufärd skedde under tysk tillsyn 1944 i tyskockuperade norra Italien. Prototypen förstördes i en bombräd och en ny prototyp (s/n MM.537) påbörjades men blev aldrig färdigställd.
Då motorn DB 603 var öronmärkt för tyskt flyg blev serieproduktion aldrig möjlig.

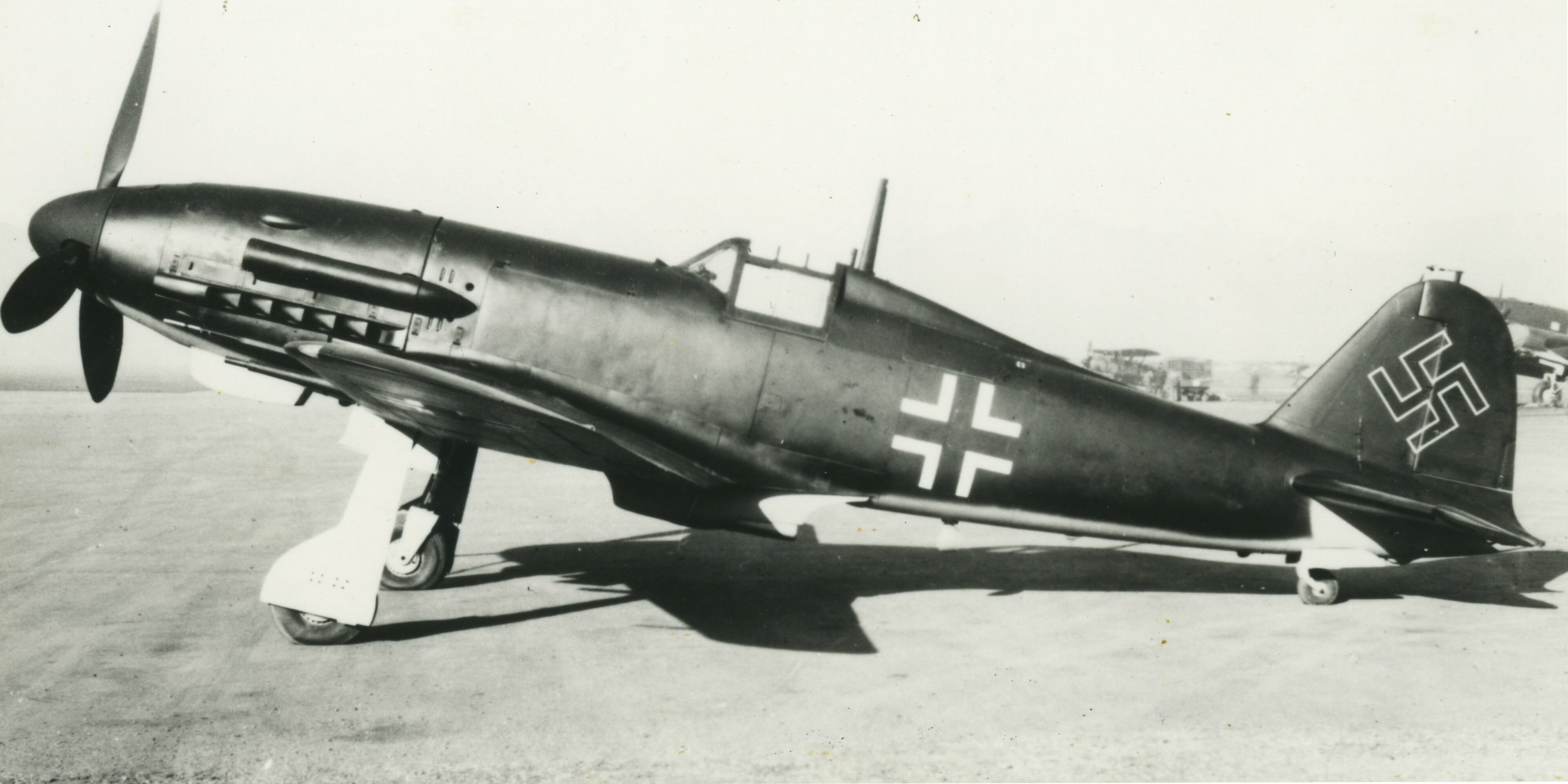
Fiat G.56-prototyp från sidan.
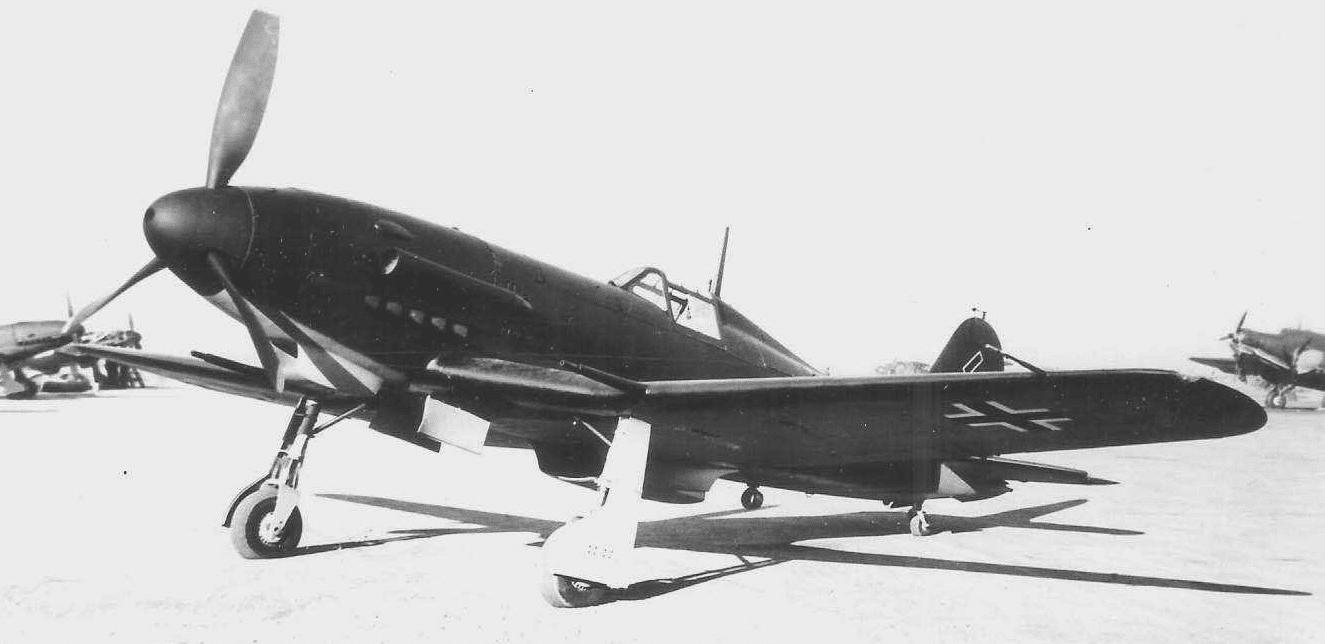
Fiat G.56-prototyp snett framifrån.
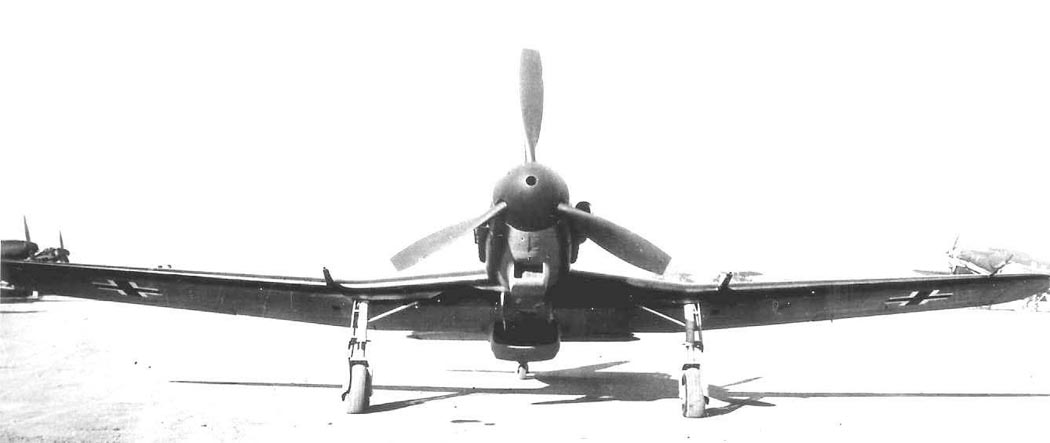
Fiat G.56-prototyp rakt framifrån.
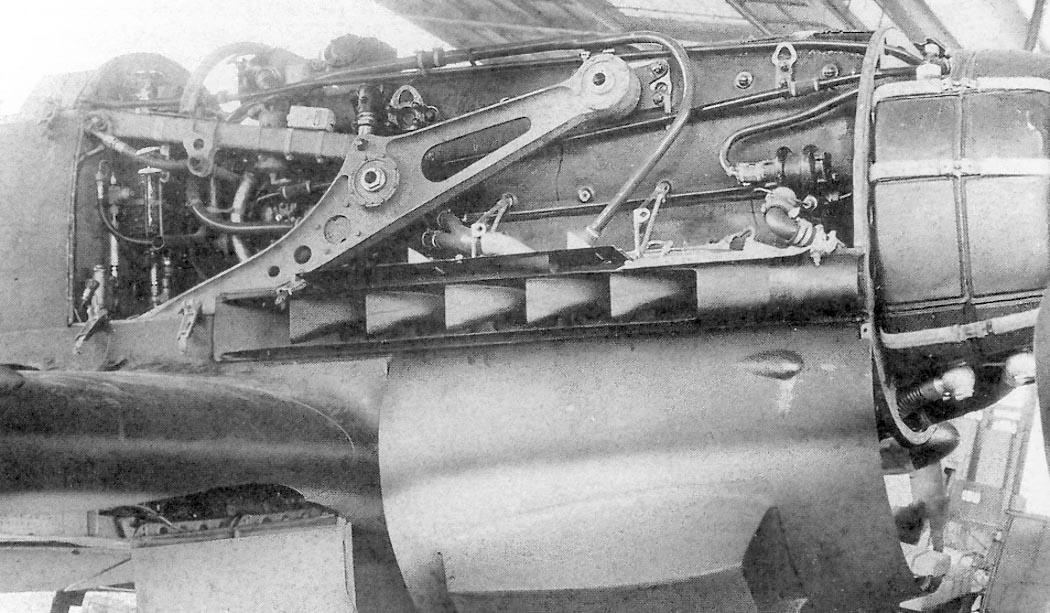
DB 603A-1 i Fiat G.56.
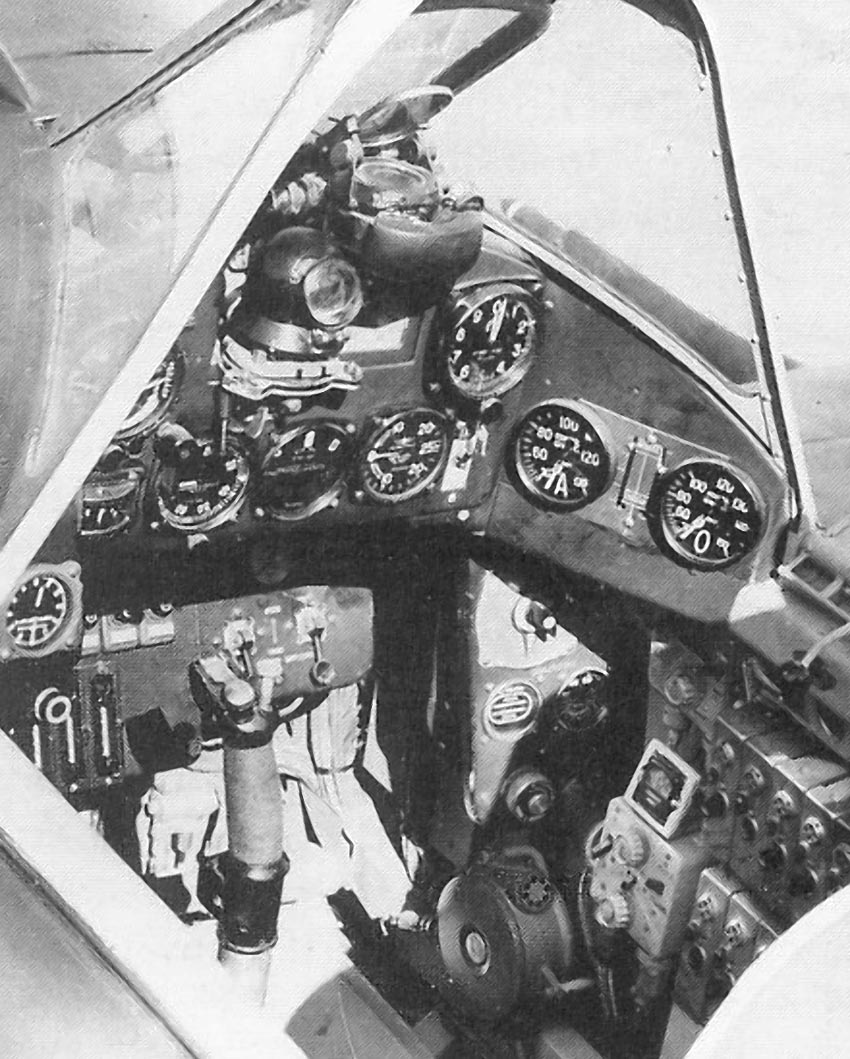
Sittbrunnen i Fiat G.56.

## Efterkrigsproduktion

### Fiat G.55 A/B
Efter kriget återupptog Fiat utvecklingen av G.55 för det moderna Italienska flygvapnet (Aeronautica Militare) samt export och producerade en ensitsig jakt- och skolvariant kallat G.55 A, vars prototyp för första gången flög i september 1947. Senare togs även en tvåsitsig skolvariant fram, kallad G.55 B. Sexton G.55 levererades till det italienska flygvapnet tidigt 1948. Beväpning utgjordes av fyra 12,7 mm Breda-SAFAT-kulspturo, två i övre noskåpa med 300 skott per vapen och en i var midvinge med 200 skott per vapen.

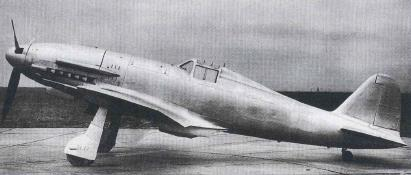
G.55 A, 1947.
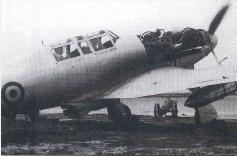
G.55 B med fälltankar.

Export skedde bland annat till Argentina, Egypten och Syrien. Både Egypten och Syrien kom att bruka G.55 i strid mot israeliska flygvapnet.

### Fiat G.59
Efterkrigsintresset för G.55 fortsatte inpå det senare 1940.talet. Då ingen återproduktion av DB 605-motorn startats började lagren för motorn snabbt ta slut. Med detta togs beslutet att ta fram en G.55 försedd med en brittisk Rolls-Royce Merlin-motor som fanns i mängd efter kriget. Denna modell fick ny modellsiffra i form av Fiat G.59. De första 12 flygplanen konverterades från G.55A för italienska flygvapnet, medan ytterligare 16 flygplan nybyggdes i både en- och tvåsitsigt utförande.
I och med den nya motorn bibehölls enbart vingkulsprutorna från G.55A/B. Från serie 2 omkonstruerades vingen för exportintresse så den kunde inhysa upp till fyra eldvapen (2 per vinge) av antingen 12,7 mm M2 Browning, 20 mm Hispano-Suiza HS-404 eller en blandning av dessa.
Serie 2-flygplan såldes bland annat till Argentina och Syrien. Serie 3-producerades bara i en prototyp medan serie 4 fick helglashuv och köptes in av det italienska flygvapnet som ett avancerat skolflygplan.

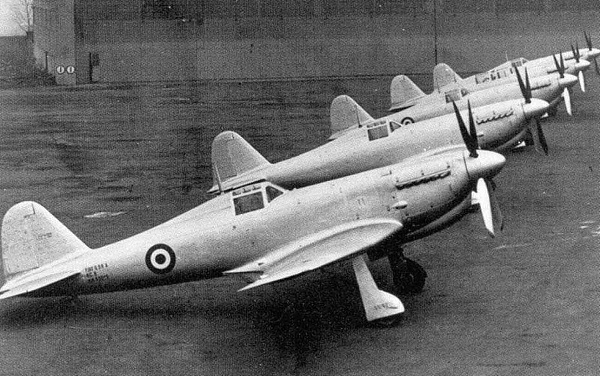
Nyproducerade G.59A/I och G.59B/I för det italienska flygvapnet.
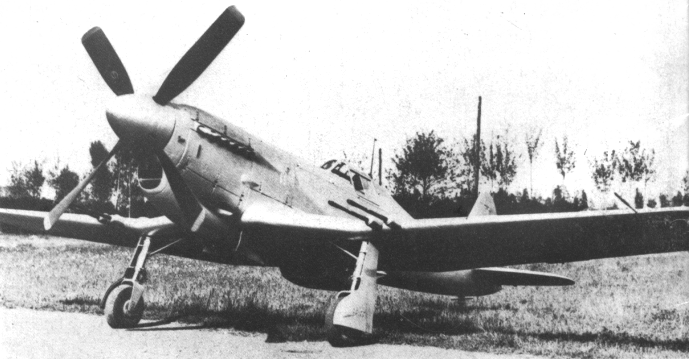
Fiat G.59A/II med fyra 20 mm automatkanoner. Beväpningsalternativet köptes senare av Syrien.
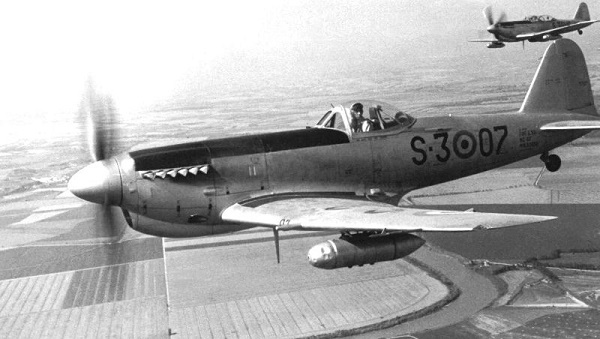
Fiat G.59 A/IV med helglashuv i italienska flygvapnets märkning.
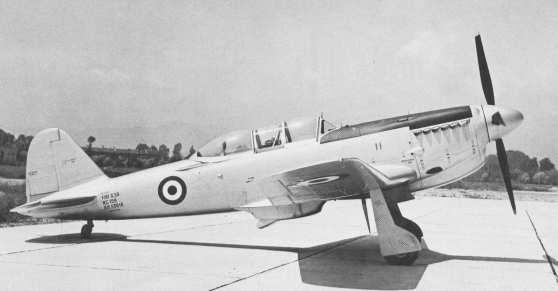
Fiat G.59B/IV-tvåsätare med helglashuvar.

## Syriska flygvapnet
Nybildade syriska flygvapnet visade intresse för efterkrigsproducerade Fiat G.55 och köpte in 12 ensitsiga G.55A jaktflygplan och ett tvåsitsigt G.55B skolflygplan. Dessa togs ur en serie avsedd för det italienska flygvapnet och landade i Syrien mellan januari och september 1949. Förläggning lades i Aleppo och de brukades främst som avancerade skolflygplan men kom även att se strid mot det samtida nybildade israeliska flygvapnet. En syrisk G.55-pilot var framtida syriska president Hafez al-Assad.
Senare köptes ett trettiotal Fiat G.59-flygplan för att sätta upp en jaktflottilj: 26 stycken jaktvarianter av G.59A, vissa beväpnade med fyra stycken 20 mm HS-404/804 automatkanoner i vingarna, och 4 stycken tvåsitsiga G.59B-skolflygplan.

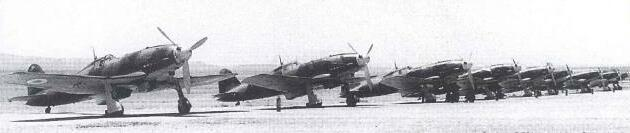
Uppställda G.55A-jaktplan i Damaskus, Syrien.
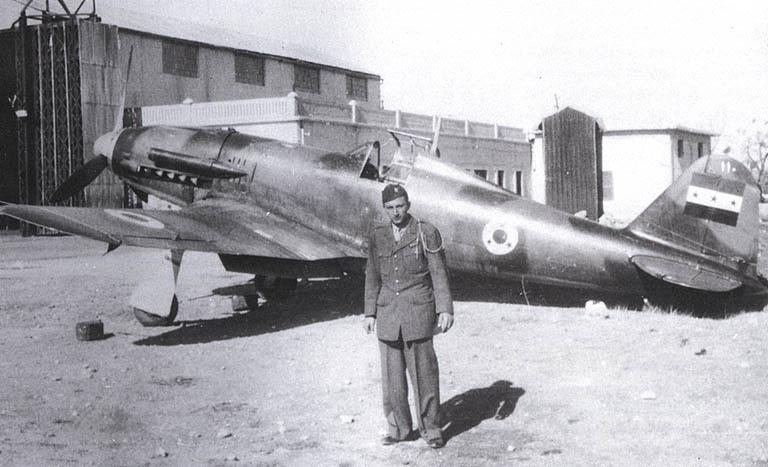
Syrisk G.55A-jaktplan.
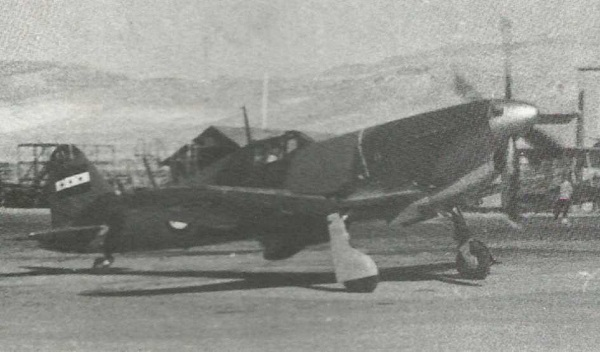
Syrisk G.59A-jaktplan.

## Beväpning

### Fast beväpning

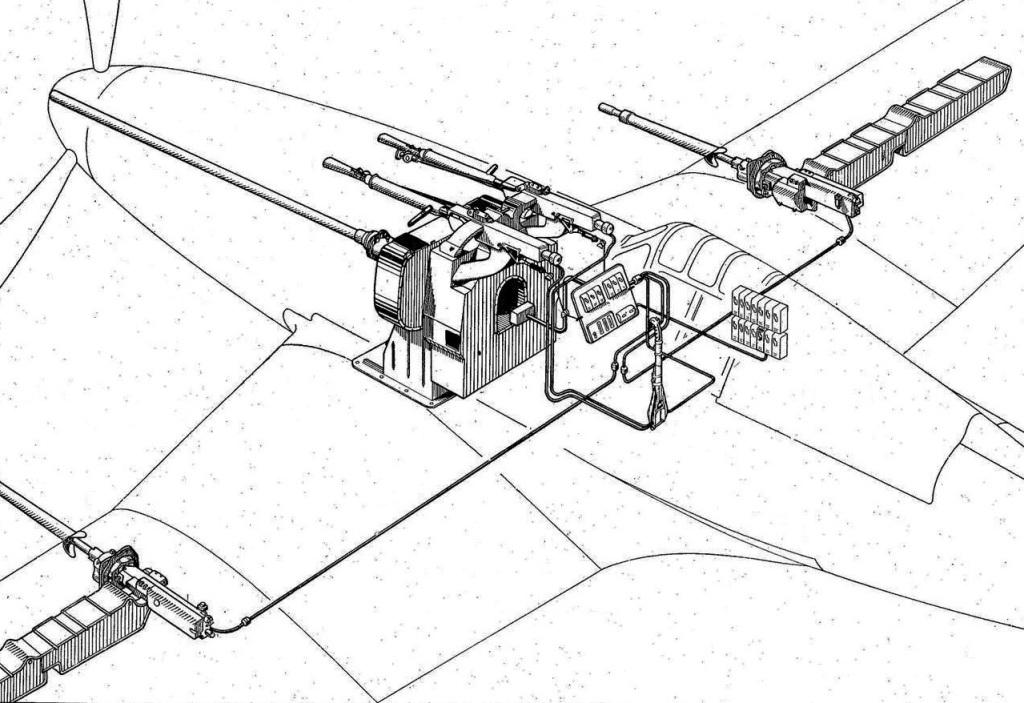
Intern beväpningsöverblick.

Fast bestyckningen hos G.55 var mycket slagkraftig. Motorn var en inverterad (uppochnervänd) V-motor som medgav installation av motorkanon med eldkanal genom propellernavet medan vingarna var konstruerade för olika sorters intern vingbeväpning.
Första serieutförandet av G.55 kom att bestyckas med tre stycken tyska 20 mm MG 151/20 automatkanoner, en som motorkon och resterande i var vinge, samt två stycken 12,7 mm Breda-SAFAT kulsprutor i övre motorkåpa. För motorkanonen medfördes ett magasin om 250 skott, för vingkanonerna magasin om 200 skott vardera och för noskulsprutorna magasin om 300 skott vardera. Båda pjästyperna var apterade med granatammunition med mera.

### Vapenlaster

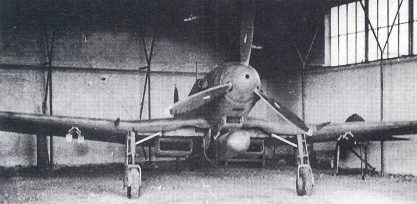
G.55/S-prototyp med hängd torped och synliga bombställ under vingarna.

Under vingarna kunde två flygbomber om 50-160 kg (180 kg) medföras. Bombtyper som kunde medföras torde bland annat vara:
- Bomba 50.T (torpedine) torpedformad minbomb, egentlig vikt: 58,0 kg
- Bomba 100.T (torpedine) torpedformad minbomb, egentlig vikt: 100,0 kg
- Bomba 150 pansarbomb, egentlig vikt: 151,1 kg
- Bomba 160 c.S. (contro Sottomarino) antiubåtsbomb, egentlig vikt: 180,0 kg

Torpedvarianten G.55/S (silurante, "torped") kunde även bära en 450 mm F200/450 (936 kg) flygtorped på buken.

## Varianter

### Krigstidsvarianter
- G.55/0 (sottoserie 0/förserie) – beväpnad med en 20 mm MG 151/20 motorkanon och fyra 12,7 mm Breda-SAFAT kulsprutor, två i övre motorkåpa, två i vingrötterna
- G.55/I (I serie) – jaktvariant, beväpnad med en 20 mm MG 151/20 motorkanon, två 20 mm MG 151/20 vingkanoner och två 12,7 mm Breda-SAFAT kulsprutor i övre motorkåpa
- G.55/II (II serie) – luftförsvarsvariant, beväpnad med en 20 mm MG 151/20 motorkanon och fyra 20 mm MG 151/20 vingkanoner, inga levererade
- G.55/S (silurante/torped) – torpedfällarvariant, G.55 försedd med torpedställ under buken och slät motorkåpa utan 12,7 mm kulsprutor, bukkylaren ersatt med två dito och placerade var om torpedstället, en prototyp byggd
- G.56 – G.55/I försedd med en Daimler-Benz DB 603-radmotor, två prototyper byggda
- G.57 – projekterad variant försedd med en Fiat A.83 R.C.24/52-stjärnmotor, ej byggd

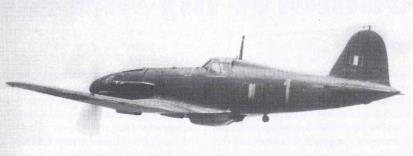
Salòrepublikansk G.55/I av andra gruppen (II gruppo), 1944.
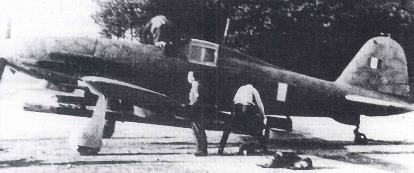
G.55/S-prototyp med hängd torped.

### Efterkrigstidsvarianter
- G.55 A – ensitsigt skolflygplan byggd efter kriget, beväpnad med två eller fyra 12,7 mm Breda-SAFAT kulsprutor, två i övre motorkåpa, två i vingrötterna
- G.55 B (biposto/tvåsitsig) – tvåsitsigt skolflygplan byggd efter kriget, obeväpnat
- G.59 A/I (I serie) – G.55 A med RR Merlin-motor, beväpnad med två 12,7 mm Breda-SAFAT kulsprutor i vingarna, runt 24 byggda
- G.59 B/I (I serie) – G.55 B med RR Merlin-motor, obeväpnat, runt 4 byggda
- G.59 A/II (II serie) – omkonstruerad G.59 A som jaktflygplan för Syrien, beväpnad med fyra stycken 20 mm 20 mm HS-404/804-automatkanoner i vingarna, 26 byggda
- G.59 B/II (II serie) – omkonstruerad G.59 B som skolflygplan för Syrien, beväpnad med två stycken 12,7 mm Browning Colt-kulsprutor i vingarna, 4 byggda
- G.59 A/III (III serie) – ensitsig navigeringstränare, en prototyp byggd
- G.59 B/III (III serie) – (antagen) tvåsitsig navigeringstränare, ingen byggd
- G.59 A/IV (IV serie) – nybyggda G.59 A/I med helglashuv för Italiens flygvapen, beväpnad med två stycken 12,7 mm Browning Colt-kulsprutor i vingarna, 20 byggda
- G.59 B/IV (IV serie) – nybyggda G.59 B/I med helglashuv för Italiens flygvapen, beväpnad med två stycken 12,7 mm Browning Colt-kulsprutor i vingarna, 10 byggda

## Användare
- Argentina: G.55 A × 30 (17 återsändes), G.55 B × 15, G.59 A/I × 1 (konverterad G.55 A)
- Egypten: G.55 A × 17 (de som återsänts från Argentina)
- Italien:
  -  Kungliga italienska flygvapnet(en): visst antal G.55/I
  -  Salòrepublikanska flygvapnet: visst antal G.55/I
  -  Italienska flygvapnet: G.55 A (visst antal), G.55 B (visst antal), G.59 A/I × 24, G.59 B/I × 4, G.59 A/IV × 20, G.59 B/IV × 10
- Syrien: G.55 A × 16, G.55 B × 1, G.59 A/II × 26, G.59 B/II × 4